# 山崎學
山崎 學（やまざき まなぶ、1940年11月7日 - ）は、日本の医師。
1966年、日本大学医学部卒業。1972年3月、日本大学大学院内科系精神医学専攻科修了、医学博士。同年、日本大学医学部精神神経科助手。1977年‐1980年、防衛医科大学校専任講師（文部教官）。1977年‐1982年、日本大学医学部精神神経科兼任講師。1982年、医療法人慈光会慈光会病院（現医療法人山崎会サンピエール病院）理事長・院長（現職）。1987年、社会福祉法人宏志会天界園理事長（現職）。
2000年、社団法人日本精神科病院協会理事に就任、常務理事、副会長を経て、2010年4月より会長（現職）。2016年4月29日、旭日重光章受章。